# Toujours être ailleurs
Singles de Noir Désir
Où veux-tu qu'je r'garde ?
(1986) Aux sombres héros de l'amer
(1989)
Pistes de Où veux-tu qu'je r'garde ?
Où veux-tu qu'je r'garde ?
(1) La Rage
(3)
Toujours être ailleurs est le deuxième single du groupe de rock français Noir Désir sorti le 7 septembre 1987. Seulement paru en France, en format vinyle, il comporte une face-B, Danse sur le feu, Maria. Les deux chansons sont issues du premier album du groupe, Où veux-tu qu'je r'garde ?. Il est édité chez Polydor, puis réédité chez Barclay en CD.
Toujours être ailleurs est la première chanson du groupe qui fasse l'objet d'un clip vidéo.
Elle est par la suite intégrée dans les compilations En route pour la joie (2001) et Soyons désinvoltes, n'ayons l'air de rien (2011).

## Titres du disque
Les deux chansons sont créditées Bertrand Cantat/Noir Désir
1. Toujours être ailleurs - 4:31
2. Danse sur le feu, Maria - 3:59

## Personnel
- Bertrand Cantat : Chant, guitare, harmonica
- Frédéric Vidalenc : Basse, chœurs
- Serge Teyssot-Gay : Guitare, chœurs
- Denis Barthe : Batterie
- Théo Hakola : Producteur
- Youri Lenquette : Photographie de la pochette
- Erwin Autrique : Assistant mixage
- Noir Désir : Mixage